# Tranvía de Lieja
El Tranvia de Liège es una red de metro ligero que da servicio a la ciudad belga de Lieja y a su área metropolitana. La línea de tranvía recorre la ciudad de forma paralela al río Mosa y que se divide en dos ramales al norte, de los que uno cruza el río.
La creación de esta red representa la reintroducción del tranvía en la ciudad como medio de transporte, aunque esta vez con carriles íntegramente dedicados a él y mejor material.
La línea se puso en servicio regular el 28 de abril de 2025.

## Historia

### Red antigua
Los primeros tranvías en la ciudad datan de 1871. Consistían en varios modelos de vehículos sobre raíles, tirados por caballos.
No fue hasta 1893, cuando se comenzaron a electrificar las líneas. De hecho, fueron las primeras en toda Bélgica. Durante los próximos 10 años, la red creció de manera considerable haciendo que, en 1897, llegasen hasta Chênée, en 1899, se alcanzase el puente de Wandre y en 1905 fuese el turno de Angleur.
En el año 1927, se llevó a cabo la reunificación de la red en la Société des Tramways Unifiés de Liège et extensions. Después de la Segunda Guerra Mundial, todas las líneas serán suprimidas, sustituidas por autobuses, siendo la última en 1967.

### Proyecto de metro
A finales de los años 70, se propone crear una red de metro. Para ello, se construyó un túnel de 750 metros bajos quai Sant-Léonard y quai de la Batte. Hoy en día, el túnel no tiene ningún uso, dado que nunca llegó a inaugurarse, y se considera una de los grandes "obras inútiles" del país. Dicho túnel fue víctima de un incendio el 31 de octubre de 2019. Para la construcción de la red moderna, se destinará el túnel al Mercado de la Batte, dejando espacio libre para el tranvía.

### Proyecto de tranvía
En 2008, se puso sobre la mesa la idea de volver a traer el tranvía a Lieja. Por un lado, el tráfico no cesa de aumentar y, por el otro, algunas arterias ya están saturadas. Se perfilan entonces dos líneas: la primera, de Seraing hasta Herstal, y la segunda, de Ans hasta Chênée o incluso Vaux-sous-Chèvremont. Otra línea, la tercera, podría sustituir a la actual línea  4  de Autobuses de Lieja, en circuito por el centro.
El 21 de octubre de 2011, el Gobierno Valón adopta el trazado de la línea 1.
El 22 de diciembre de ese mismo año se anuncia la apertura del primer tramo de la línea para 2017, plazo incumplido.
El 18 de marzo de 2013, se anuncia el concurso para la compra de los trenes, aunque dicho concurso será negado tres veces por Eurostat.
No será hasta el 10 de febrero de 2017, cuando Eurostat aprobará el proyecto, empezando las obras a finales de 2018.
El 5 de octubre de ese mismo año, se anuncia que Alstom y CAF se disputan la producción del material. El 19 de septiembre de 2018, finalmente, se concederá la producción de la flota a la guipuzcoana CAF.
La línea se puso en servicio regular el 28 de abril de 2025.

## La red

### Líneas
| Línea | Recorrido                                 | Inauguración       | Distancia | Duración | Paradas |
| ----- | ----------------------------------------- | ------------------ | --------- | -------- | ------- |
| 1     | Standard ↔ Coronmeuse Standard ↔ Bressoux | prevista para 2023 | 11,7 km   | 30 min   | 23      |

### Estaciones
|  |   |   |   |  | Estaciones                   | Lat/Long                                   | Secciones |  |
|  | - | - | - |  | ---------------------------- | ------------------------------------------ | --------- |  |
|  |   |   | ■ |  | Liège Expo                   | 50°38′44″N 5°36′35″E / 50.645638, 5.609620 | Bressoux  |  |
|  |   |   | • |  | Droixhe                      | 50°38′48″N 5°36′14″E / 50.646708, 5.603771 | Bressoux  |  |
|  | ■ |   |   |  | Coronmeuse                   | 50°39′17″N 5°36′43″E / 50.654736, 5.611920 | Lieja     |  |
|  | • |   |   |  | Parc Reine Astrid            | 50°39′08″N 5°36′16″E / 50.652137, 5.604448 | Lieja     |  |
|  |   | • |   |  | Pont Atlas                   | 50°38′57″N 5°35′51″E / 50.649181, 5.597486 | Lieja     |  |
|  |   | • |   |  | Marengo                      | 50°38′53″N 5°35′34″E / 50.648165, 5.592705 | Lieja     |  |
|  |   |   | • |  | Curtius                      | 50°38′48″N 5°35′04″E / 50.646622, 5.584358 | Lieja     |  |
|  |   |   | • |  | La Batte                     | 50°38′42″N 5°34′46″E / 50.644986, 5.579417 | Lieja     |  |
|  | • |   |   |  | Pont Maghin                  | 50°38′51″N 5°35′09″E / 50.647498, 5.585778 | Lieja     |  |
|  | • |   |   |  | Féronstrée                   | 50°38′48″N 5°34′48″E / 50.646686, 5.580025 | Lieja     |  |
|  |   | ■ |   |  | Place Saint-Lambert          | 50°38′42″N 5°34′25″E / 50.644912, 5.573635 | Lieja     |  |
|  |   | • |   |  | Opéra                        | 50°38′39″N 5°34′12″E / 50.644073, 5.569959 | Lieja     |  |
|  |   | • |   |  | Sauvenière                   | 50°38′31″N 5°34′00″E / 50.641864, 5.566636 | Lieja     |  |
|  |   | • |   |  | Pont d'Avroy                 | 50°38′21″N 5°34′08″E / 50.639258, 5.568804 | Lieja     |  |
|  |   | • |   |  | Charlemagne                  | 50°38′07″N 5°34′08″E / 50.635402, 5.568902 | Lieja     |  |
|  |   | • |   |  | Blonden                      | 50°37′47″N 5°34′09″E / 50.629803, 5.569185 | Lieja     |  |
|  |   | • |   |  | Petit Paradis                | 50°37′39″N 5°34′18″E / 50.627507, 5.571779 | Lieja     |  |
|  |   | ■ |   |  | Estación de Liège-Guillemins | 50°37′29″N 5°34′07″E / 50.624849, 5.568583 | Lieja     |  |
|  |   | • |   |  | Général Leman                | 50°37′13″N 5°34′25″E / 50.620286, 5.573746 | Lieja     |  |
|  |   | • |   |  | Val Benoît                   | 50°36′52″N 5°34′22″E / 50.614463, 5.572787 | Sclessin  |  |
|  |   | • |   |  | Petit Bourgogne              | 50°36′34″N 5°33′39″E / 50.609574, 5.560838 | Sclessin  |  |
|  |   | • |   |  | Place Ferrer                 | 50°36′35″N 5°33′12″E / 50.609734, 5.553363 | Sclessin  |  |
|  |   | ■ |   |  | Standard                     | 50°36′40″N 5°32′38″E / 50.610984, 5.543808 | Sclessin  |  |

## Características técnicas

### Frecuentación
No se disponen de dichos datos dado que la red no ha sido inaugurada aún.

## Futuro
Aunque aún no hay planes presentados, se podría estudiar la puesta en marcha de otras dos líneas, tal y como se anunció en 2008.